# Silnia
| {\displaystyle n} | {\displaystyle n!}            |
| ----------------- | ----------------------------- |
| 0                 | 1                             |
| 1                 | 1                             |
| 2                 | 2                             |
| 3                 | 6                             |
| 4                 | 24                            |
| 5                 | 120                           |
| 6                 | 720                           |
| 7                 | 5040                          |
| 8                 | 40 320                        |
| 9                 | 362 880                       |
| 10                | 3 628 800                     |
| 11                | 39 916 800                    |
| 12                | 479 001 600                   |
| 13                | 6 227 020 800                 |
| 14                | 87 178 291 200                |
| 15                | 1 307 674 368 000             |
| 16                | 20 922 789 888 000            |
| 17                | 355 687 428 096 000           |
| 18                | 6 402 373 705 728 000         |
| 19                | 121 645 100 408 832 000       |
| 20                | 2 432 902 008 176 640 000     |
| 25                | ∼1,551 121 004 · 1025         |
| 50                | ~3,041 409 32 · 1064          |
| 70                | ~1,197 857 167 · 10100        |
| 100               | ~9,332 621 544 · 10157        |
| 450               | ~1,733 368 733 · 101000       |
| 1000              | ~4,023 872 601 · 102567       |
| 10 000            | ~2,846 259 681 · 1035 659     |
| 100 000           | ~2,824 229 408 · 10456 573    |
| 1 000 000         | ~8,263 931 688 · 105 565 708  |
| 10 000 000        | ~1,202 423 401 · 1065 657 059 |
| 10100             | ~109,956 570 552 · 10101      |

Silnia liczby naturalnej n – iloczyn wszystkich liczb naturalnych dodatnich nie większych niż {\displaystyle n}. Zapis {\displaystyle n!,} {\displaystyle 2!} itd. odczytujemy „n silnia”, „dwa silnia” itd.

## Definicja formalna
Silnia jest funkcją liczbową, której dziedziną są liczby naturalne z zerem, a przeciwdziedziną liczby naturalne bez zera
{\displaystyle !\colon \mathbb {N} _{0}\to \mathbb {N} _{+}}
Silnia liczby naturalnej n jest to iloczyn wszystkich liczb naturalnych dodatnich nie większych niż n
{\displaystyle n!=1\cdot 2\cdot 3\cdot \ldots \cdot (n-2)\cdot (n-1)\cdot n}
Można to napisać bardziej zwięźle korzystając z notacji Pi oznaczającej iloczyn ciągu czynników
{\displaystyle n!=\prod _{k=1}^{n}k\qquad {\mbox{dla }}n\geqslant 1.}
Wartość 0! określa się osobno:
{\displaystyle 0!=1.}
Definicja rekurencyjna silni ma postać:
{\displaystyle n!={\begin{cases}1&{\mbox{ dla }}n=0\\[2pt]n\cdot (n-1)!&{\mbox{ dla }}n\geqslant 1\end{cases}}}

## Przykłady
{\displaystyle 3!=1\cdot 2\cdot 3=6}
{\displaystyle 4!=1\cdot 2\cdot 3\cdot 4=24}
{\displaystyle 5!=1\cdot 2\cdot 3\cdot 4\cdot 5=120}
{\displaystyle 6!=1\cdot 2\cdot 3\cdot 4\cdot 5\cdot 6=720}

## Obliczanie
Ze względu na szybki wzrost wartości silni w obliczeniach komputerowych może wystąpić przekroczenie zakresu liczb całkowitych. Jeśli wynik przechowywany jest w zmiennej 32-bitowej (ze znakiem lub bez), nastąpi ono już dla {\displaystyle n=13.}
```
n = 1 n! = 1
n = 2 n! = 2
n = 3 n! = 6
n = 4 n! = 24
n = 5 n! = 120
n = 6 n! = 720
n = 7 n! = 5040
n = 8 n! = 40320
n = 9 n! = 362880
n = 10 n! = 3628800
n = 11 n! = 39916800
n = 12 n! = 479001600
n = 13 int overflow

```

### Przybliżona wartość
Do obliczeń praktycznych zazwyczaj zamiast powyżej zdefiniowanej silni wykorzystuje się jej przybliżenie w postaci wzoru Stirlinga:
{\displaystyle n!\approx {\sqrt {2\pi n}}\left({\frac {n}{e}}\right)^{n}.}
Wynika z niego także postać logarytmu silni:
{\displaystyle \ln n!\approx n\ln n-n+{\frac {1}{2}}\ln(2\pi n).}
Przydatne jest również oszacowanie:
{\displaystyle n!=o(n^{n}).}
Dokładniejsza od wzoru Stirlinga jest formuła:
{\displaystyle n!={\sqrt {2\pi n}}\left({\frac {n}{e}}\right)^{n}e^{\alpha _{n}},}
gdzie:
{\displaystyle {\frac {1}{12n+1}}\leqslant \alpha _{n}\leqslant {\frac {1}{12n}}.}

## Właściwości

### Wzrost

Wykres logarytmu naturalnego silni ln(x!)

Wzrost funkcji silni jest szybszy niż wzrost wykładniczy, ale wolniejszy niż podwójnej funkcji wykładniczej. Tempo wzrostu jest podobne do {\displaystyle n^{n},} ale wolniejsze o czynnik wykładniczy.

### Rozkład silni na czynniki pierwsze

#### Lemat
Jeżeli liczba {\displaystyle n!} rozkłada się na czynniki pierwsze:
{\displaystyle n!=\prod _{i=1}^{k}p_{i}^{\alpha _{i}}=p_{1}^{\alpha _{1}}\cdot p_{2}^{\alpha _{2}}\cdot \ldots \cdot p_{k}^{\alpha _{k}},}
to
{\displaystyle {\mbox{ord}}_{p_{i}}(n!)=\sum _{j=1}^{\left\lfloor \log _{p_{i}}n\right\rfloor }\left\lfloor {\frac {n}{p_{i}^{j}}}\right\rfloor ,}
tzn. liczba pierwsza {\displaystyle p_{i}} pojawia się z wykładnikiem:
{\displaystyle \alpha _{i}=\sum _{j=1}^{\left\lfloor \log _{p_{i}}n\right\rfloor }\left\lfloor {\frac {n}{p_{i}^{j}}}\right\rfloor ,}
gdzie {\displaystyle \lfloor x\rfloor } oznacza część całkowitą liczby {\displaystyle x.}

### Liczba zer na końcu zapisu dziesiętnego silni
Liczbę zer na końcu w zapisie dziesiętnym {\displaystyle n!,} przy czym {\displaystyle n} jest liczbą naturalną, można ustalić na podstawie wzoru
{\displaystyle f(n)=\sum _{i=1}^{k}\left\lfloor {\frac {n}{5^{i}}}\right\rfloor =\left\lfloor {\frac {n}{5^{1}}}\right\rfloor +\left\lfloor {\frac {n}{5^{2}}}\right\rfloor +\left\lfloor {\frac {n}{5^{3}}}\right\rfloor +\ldots +\left\lfloor {\frac {n}{5^{k}}}\right\rfloor ,}
gdzie {\displaystyle k} musi spełniać warunek
{\displaystyle 5^{k}\leqslant n<5^{k+1}.}
Na przykład: 53 > 26 i 26! = 403291461126605635584000000 kończy się
{\displaystyle \left\lfloor {\frac {26}{5}}\right\rfloor +\left\lfloor {\frac {26}{5^{2}}}\right\rfloor =5+1=6} zerami.
Jeżeli {\displaystyle n<5,} nierówności są spełnione przez {\displaystyle k=0;} w tym wypadku suma ta daje wynik 0.

## Historia
Oznaczenie {\displaystyle n!} dla silni wprowadził w 1808 roku Christian Kramp.

## Zastosowania
Silnia pozwala zwięźle zapisać wzory i zależności z różnych działów matematyki jak:
- analiza matematyczna, np. mianownik każdego składnika wzoru Taylora ma postać {\displaystyle k!;}
- geometria {\displaystyle n}-wymiarowa, np. stosunek miary {\displaystyle n}-wymiarowego równoległościanu do miary sympleksu rozpiętego na wszystkich wierzchołkach równoległościanu z wyjątkiem jednego jest równy {\displaystyle n!;}
- kombinatoryka, np. liczba wszystkich permutacji zbioru {\displaystyle n}-elementowego jest równa {\displaystyle n!.}

## Powiązane ciągi i inne funkcje

Wykres silni, funkcji gamma i aproksymacji Stirlinga

### Factorion
Liczba, która jest równa sumie silni swoich cyfr zapisu dziesiętnego, w języku angielskim nosi nazwę factorion. Istnieją tylko cztery liczby naturalne o tej własności: 1, 2, 145 i 40585.

### Funkcja gamma
Uogólnieniem silni na zbiór liczb rzeczywistych i zespolonych jest funkcja Γ, która spełnia
{\displaystyle \Gamma (z+1)=z\cdot \Gamma (z).}
Ponieważ {\displaystyle \Gamma (1)=1,} więc z powyższego wynika
{\displaystyle \Gamma (n+1)=n!}
dla wszystkich liczb naturalnych {\displaystyle n.}
Funkcja {\displaystyle \Gamma } jest jedyną funkcją meromorficzną logarytmicznie wypukłą będącą uogólnieniem silni. W punktach całkowitych niedodatnich ma bieguny.

### Silnia wielokrotna
Silnia podwójna jest szczególnym przypadkiem silni wielokrotnej. Podobnie można zdefiniować silnię potrójną {\displaystyle n!!!} oraz ogólnie silnie {\displaystyle k}-tą, którą oznaczamy jako {\displaystyle n!^{(k)}.} Jej definicję rekurencyjną przedstawia wzór:
{\displaystyle n!^{(k)}={\begin{cases}1&{\mbox{ gdy }}n=0\\[2pt]n&{\mbox{ gdy }}0<n\leqslant k\\[2pt]n\cdot (n-k)!^{(k)}&{\mbox{ gdy }}n>k\end{cases}}}

#### Silnia podwójna
Silnią podwójną liczby naturalnej {\displaystyle n} określa się iloczyn liczb naturalnych z krokiem 2 do {\displaystyle n.} Silnię podwójną oznacza się {\displaystyle n!!.}
Rekurencyjna definicja silni podwójnej:
{\displaystyle n!!={\begin{cases}1&{\mbox{ dla }}n=0{\mbox{ lub }}n=1\\[2pt]n\cdot (n-2)!!&{\mbox{ dla }}n\geqslant 2\end{cases}}}
Przykład:
{\displaystyle 8!!=2\cdot 4\cdot 6\cdot 8=384}
{\displaystyle 9!!=1\cdot 3\cdot 5\cdot 7\cdot 9=945}
Własności podwójnej silni:
{\displaystyle n!=n!!(n-1)!!}
{\displaystyle (2n)!!=2^{n}n!}
{\displaystyle (2n+1)!!={\frac {(2n+1)!}{(2n)!!}}={\frac {(2n+1)!}{2^{n}n!}}}
zależność od funkcji gamma:
{\displaystyle \Gamma \left(n+{\frac {1}{2}}\right)={\sqrt {\pi }}{\frac {(2n-1)!!}{2^{n}}},} więc:
{\displaystyle \Gamma \left(n+{\frac {1}{2}}\right)\left({\frac {2^{n}}{\sqrt {\pi }}}\right)=(2n-1)!!}